# Марія Вольфбрандт
Марія Вольфбрандт (швед. Марія Вольфбрандт; нар. 18 березня 1979) — колишня шведська тенісистка.
Найвищу одиночну позицію світового рейтингу — 219 місце досягла 3 лютого 2003, парну — 180 місце — 25 серпня 2003 року.
Здобула 10 одиночних та 11 парних титулів туру ITF.
Завершила кар'єру 2007 року.

## Фінали ITF
| Турніри $50,000 |
| Турніри $25,000 |
| Турніри $10,000 |

### Одиночний розряд: 17 (10–7)
| Результат | Дата            | Турнір                   | Покриття   | Суперниця            | Рахунок                 |
| --------- | --------------- | ------------------------ | ---------- | -------------------- | ----------------------- |
| Перемога  | 15 січня 1996   | ITF Турку, Фінляндія     | Тверде (i) | Софія Фінер          | 4–6, 6–2, 6–1           |
| Поразка   | 19 січня 1998   | ITF Бостад, Швеція       | Тверде (i) | Марія Головизніна    | 3–6, 5–7                |
| Перемога  | 29 червня 1998  | ITF Лог'я, Фінляндія     | Ґрунт      | Марія Перссон        | 6–3, 7–5                |
| Поразка   | 3 серпня 1998   | ITF Падерборн, Німеччина | Ґрунт      | Патті ван Аккер      | 0–6, 4–6                |
| Перемога  | 21 червня 1999  | ITF Бостад, Швеція       | Ґрунт      | Diana Majkic         | 6–3, 6–1                |
| Перемога  | 5 червня 2000   | ITF Анталія, Туреччина   | Ґрунт      | Аліенор Трісеррі     | 6–2, 6–0                |
| Перемога  | 26 червня 2000  | ITF Бостад, Швеція       | Ґрунт      | Шарлотте Оґор        | 6–2, 6–0                |
| Поразка   | 14 серпня 2000  | ITF Коксейде, Бельгія    | Ґрунт      | Анаушка ван Ексел    | 3–6, 4–6                |
| Перемога  | 11 вересня 2000 | ITF Мадрид, Іспанія      | Ґрунт      | Carolina Rodriguez   | 6–1, 6–1                |
| Перемога  | 25 вересня 2000 | ITF Льєйда, Іспанія      | Ґрунт      | Северін Бельтрам     | 6–3, 6–4                |
| Перемога  | 16 жовтня 2000  | ITF К'єті, Італія        | Ґрунт      | Лаура Бао            | 3–5, 5–4, 2–4, 5–4, 5–3 |
| Поразка   | 4 березня 2002  | ITF Макарська, Хорватія  | Ґрунт      | Тіна Герголд         | 6–3, 3–6, 5–7           |
| Перемога  | 29 квітня 2002  | ITF Варшава, Польща      | Ґрунт      | Івета Герлова        | 6–2, 6–4                |
| Перемога  | 28 травня 2002  | ITF Варшава, Польща      | Ґрунт      | Івета Герлова        | 6–3, 4–6, 6–4           |
| Поразка   | 30 червня 2002  | ITF Бостад, Швеція       | Ґрунт      | Софія Арвідссон      | 5–7, 4–6                |
| Поразка   | 3 травня 2004   | ITF Мерида, Мексика      | Тверде     | Андреа Бенітес       | 4–6, 3–6                |
| Поразка   | 21 червня 2004  | ITF Періге, Франція      | Ґрунт      | Марія Фернанда Алвеш | 3–6, 3–6                |

### Парний розряд: 20 (11–9)
| Результат | Дата           | Турнір                   | Покриття   | Партнерка                    | Суперниці                                       | Рахунок            |
| --------- | -------------- | ------------------------ | ---------- | ---------------------------- | ----------------------------------------------- | ------------------ |
| Поразка   | 3 липня 1995   | ITF Лог'я, Фінляндія     | Ґрунт      | Марія-Фарнес Капістрано      | Софія Фінер Анніка Ліндстедт                    | 5–7, 4–6           |
| Перемога  | 21 червня 1999 | ITF Бостад, Швеція       | Ґрунт      | Minna Rautajoki              | Ганна-Катрі Аалто Кірсі Лампінен                | 1–6, 6–2, 6–4      |
| Поразка   | 21 червня 1999 | ITF Таллінн, Естонія     | Ґрунт      | Minna Rautajoki              | Ірина Корнієнко Сисоєва Катерина Олександрівна  | 1–6, 1–6           |
| Перемога  | 23 серпня 1999 | ITF Гехінген, Німеччина  | Ґрунт      | Jennifer Tinnacher           | Грета Арн Естер Мольнар                         | 6–4, 6–3           |
| Перемога  | 4 жовтня 1999  | ITF Жирона, Іспанія      | Ґрунт      | Мара Сантанджело             | Маріна Ескобар Росіо Гонсалес                   | 6–7(3–7), 6–1, 6–3 |
| Поразка   | 31 січня 2000  | ITF Майорка, Іспанія     | Ґрунт      | Орелі Веді                   | Штефані Гайднер Деббі Гак                       | 4–6, 6–3, 4–6      |
| Перемога  | 5 червня 2000  | ITF Анталія, Туреччина   | Ґрунт      | Susanne Filipp               | Олена Яришко Агата Куровська                    | 6–2, 6–4           |
| Перемога  | 5 червня 2000  | ITF Таллінн, Естонія     | Ґрунт      | Агата Куровська              | Кая Канепі Скарлетт Вернер                      | 7–6 (7–5), 6–4     |
| Поразка   | 26 червня 2000 | ITF Бостад, Швеція       | Ґрунт      | Susanne Filipp               | Софія Арвідссон Kristina Jarkenstedt            | 4–6, 5–7           |
| Перемога  | 30 жовтня 2000 | ITF Стокгольм, Швеція    | Тверде (i) | Єнні Ліндстрем               | Софія Арвідссон Kristina Jarkenstedt            | 4–0, 5–3, 4–0      |
| Перемога  | 28 січня 2002  | ITF Майорка, Іспанія     | Ґрунт      | Jennifer Schmidt             | Каріна Якобсґор Irena Nossenko                  | 7–6(7–3), 7–5      |
| Поразка   | 4 лютого 2002  | ITF Майорка, Іспанія     | Ґрунт      | Jennifer Schmidt             | Роса Марія Андрес Родрігес Маріам Рамон Клімент | 2–6, 3–6           |
| Поразка   | 18 лютого 2002 | ITF Лас-Пальмас, Іспанія | Ґрунт      | Jennifer Schmidt             | Роса Марія Андрес Родрігес Дінара Сафіна        | 1–6, 2–6           |
| Перемога  | 28 травня 2002 | ITF Варшава, Польща      | Ґрунт      | Єнні Ліндстрем               | Бобоєдова Марія Євгенівна Лорен Бредмор         | 6–3, 6–2           |
| Перемога  | 27 жовтня 2002 | ITF Каїр, Єгипет         | Ґрунт      | Кіра Надь                    | Рушмі Чакравартхі Сай Джаялакшмі Джаярам        | 6–2, 6–1           |
| Перемога  | 21 липня 2003  | ITF Інсбрук, Австрія     | Ґрунт      | Кіра Надь                    | Мелінда Цінк Мара Сантанджело                   | 6–4, 4–6, 6–4      |
| Поразка   | 23 лютого 2004 | ITF Лас-Пальмас, Іспанія | Ґрунт      | Естер Мольнар                | Марія Хосе Архері Летісія Собрал                | 3–6, 3–6           |
| Перемога  | 17 травня 2004 | ITF Гдиня, Польща        | Ґрунт      | Штефані Вайс                 | Natalia Bogdanova Валерія Бондаренко            | 3–6, 6–3, 7–5      |
| Поразка   | 7 червня 2004  | ITF Вадуц, Ліхтенштейн   | Ґрунт      | Кіра Надь                    | Тетяна Пучек Анастасія Родіонова                | 3–6, 4–6           |
| Поразка   | 12 липня 2004  | ITF Віттель, Франція     | Ґрунт      | Головизніна Марія Вікторівна | Северін Бельтрам Стефані Коен-Алоро             | 1–6, 3–6           |